# Вузькороті
Вузькороті (Brevicipitidae) — родина земноводних підряду Neobatrachia ряду Безхвості. Має 5 родів та 33 види. Тривалий час розглядалася як підродина Карликових райок. Лише у 2006 році визначена як самостійна родина.

## Опис
Загальна довжина представників цієї родини коливається від 2 см до 8 см. У деяких родів спостерігається статевий диморфізм: самиці більші за самців. Мають дуже маленьку голову з доволі маленьким і вузьким ротом. Очі переважно великі з горизонтальними зіницями. Тулуб товстий і широкий. У цих земноводних відсутня окостенілість клиноподібно-нюхової кістки. Кінцівки доволі короткі, але потужні. Забарвлення червонувате, буре, коричнювате, оливкове з різними відтінками. Також по спині можуть проходити хаотичні плями або цятки.

## Спосіб життя
Зустрічаються у різних ландшафтах: лісах, чагарникових заростях, саванах, горах та передгір'ях. Зустрічаються на висоті до 2000 м над рівнем моря. Активні у присмерку. Живляться дрібними безхребетними, переважно комахами, мурахами та термітами.
Це яйцекладні амфібії. Самці, які значно менші за самиць, не можуть їх схоплювати ззаду амплексусом, тому прикріплюються до самиць за допомогою клейкого слизу. Їхньою особливістю є прямий розвиток, при якому жабенята вилуплюються з ікринок такими, що вже повністю пройшли метаморфоз. Ікра, що має майже сферичну форму, відкладається в підземній камері.

## Розповсюдження
Мешкають на південь від пустелі Сахари, а також від Ефіопії до Анголи й Південно-Африканської Республіки.

## Роди
- Balebreviceps
- Breviceps
- Callulina
- Probreviceps
- Spelaeophryne